# Barcala (La Estrada)
Barcala (San Miguel) es una parroquia en el noroeste del término municipal del Ayuntamiento de La Estrada, en la provincia de Pontevedra, comunidad autónoma de Galicia, España

## Límites
Limita con las parroquias de Santa Marina de Barcala, San Jorge de Vea y Couso.
Limita también con el río Ulla que la separa de la provincia de La Coruña.

## Población
En 1842 tenía una población de hecho de 174 personas. En los veinte años que van de 1986 a 2006 la población pasó de 254 a 184 personas, lo cual significó una pérdida del 27,56%.
- Datos: Q3396394
- Multimedia: San Miguel de Barcala, A Estrada / Q3396394